# Joseph Wright of Derby
Joseph Wright of Derby (Derby, 3 settembre 1734 – Derby, 29 agosto 1797) è stato un pittore inglese.

## Biografia

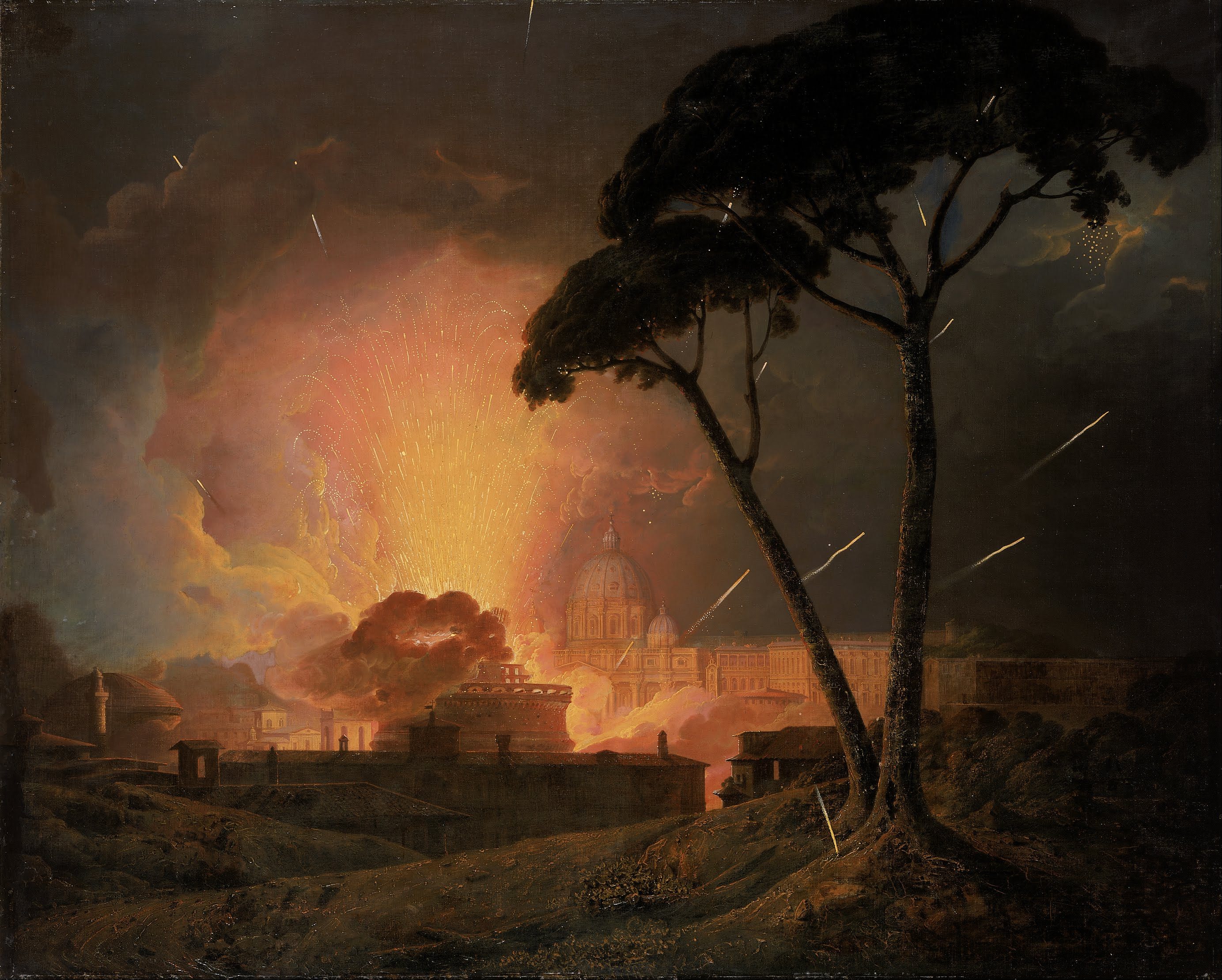
The Annual Girandola at the Castel Sant’Angelo, Rome

Figlio di un avvocato di Derby, John Wright (1696-1767), e di Hannah Brokes (1700-1764), egli nacque nel 1734. Aveva due fratelli maggiori, John e Richard. Si formò a Londra, presso Thomas Hudson, tornato nella sua città natale iniziò l'attività di ritrattista, lavorando in massima parte per i circoli scientifici dell'epoca, eseguendo i ritratti del ceramista Joseph Priestley, di Darwin e dei membri della Lunar Society, che documentano l'entusiasmo per il progresso scientifico del pittore.
In questi primi anni l'artista approfondisce lo studio della luce, nel 1766 col Filosofo tiene una lezione sul planetario in cui la lampada viene messa al posto del sole, (Derby Museum and Art Gallery), l'artista pone al centro della composizione l'esperimento scientifico e la luce, che si riflette sui volti assorti degli spettatori, ma avvolgendo il resto della composizione nella penombra.
Del 1768 è l'Esperienza della pompa pneumatica, (Londra, Tate Gallery; altra versione nella collezione Charles Rogers-Coltman). Nello studio con Tre persone osservano il gladiatore a lume di candela, esposto nel 1765 alla Society of Artists, riprende il tema seicentesco del quadro a lume di candela.
Successivamente la sua produzione si indirizzerà verso soggetti industriali. Del 1773 è La fucina vista da fuori, San Pietroburgo, Ermitage, ambientata in notturno entro un edificio pericolante, ha il centro occupato dalla luce che proviene dalla fornace, che si staglia sugi uomini, sempre con questo schema iconografico costruirà tutte le sue vedute industriali, come la Veduta di Cromford presso Matlock, con il cotonificio di Arkwright, del 1793 circa, ora in collezione privata, dove pone, sempre in un notturno, al centro il cotonificio con i finestroni illuminati, più tardi John Byng, I conte di Strafford scrisse: "in una notte scura [...] appaiono splendidamente belli".
Joseph Wright fu il primo pittore professionista che espresse direttamente lo spirito della rivoluzione industriale. I suoi ritratti mescolano l'ambiente di Wedgwood, Darwin e la Lunardi Society con quello dei primi re del cotone, Arkwright, Strutt e Compton.  Ma Wright non era solo il pittore dei fisici e degli industriali, era egli stesso un fisico , preoccupato dal problema della luce ,che era il tema del suo incessante sperimentare.  Wright studiò lo splendore del fosforo in un laboratorio di chimica, l'incandescenza del vetro fuso o del ferro nelle buie officine e riuscì a riportare simili effetti su tela sposando l'effetto chiaroscurale di Caravaggio e dei suoi seguaci contaminandolo con il naturalismo romantico della più tarda scuola del paesaggio inglese.
La sua posizione isolata fra gli artisti britannici è indicativa di come la sua originalità nell'affrontare i problemi legati alla rappresentazione della luce nascesse in gran parte dal suo temperamento scientifico e dall'influenza di quell'ambiente.
La maniera di trattare la luce di Wright, e, in uno o due casi, i suoi temi, erano stati anticipati da George de La Tour della Lorena.Sicuramente Wright non ne conosceva né i dipinti né il nome. I dipinti di La Tour sono freddi, austeri e privi di particolari, ma possiedono un penetrante realismo che li situa fuori del loro tempo. 
Nel valutare l'opera di Wright dobbiamo tener conto di due altri elementi: la tradizione della illustrazione tecnica che si sviluppò indipendentemente nel secolo XVI con l'invenzione della stampa, la rinascita della cultura e l'evoluzione dell'industria. L'atteggiamento di Joseph Wright nei riguardi dell'industria può venir messo in relazione con le illustrazioni unite a trattati scientifici e tecnici, come quello di Vitruvio. L'arte del disegno scientifico, il cui più importante esempio sono i disegni di Leonardo da Vinci si diffuse rapidamente.
Wright si ispirò osservando i disegni di Magli meccanici rappresentati ne " l'enciclopedia di Diderot", pubblicata nel 1713-65 e ne " la Description Des Arts et Metiers" pubblicata in ventisette volumi tra il 1761-82 dalla Academie Royale Des Sciences.

## Opere
- Esperimento su un uccello nella pompa pneumatica (1760)
- La fucina (1770)
- Filosofo alla luce della lampada (1771)
- Miravan apre la tomba dei suoi antenati (1772)
- Re prigioniero (1772)
- Earthstopper sulle rive del Derwent (1773)
- Ritratto di Samuel Ward (1781)
- Benjamin Franklin (1782)
- Vedova indiana (1785)
- La bottega del fabbro
- Filosofo tiene una lezione sul planetario (1766)
- La Veduta di Cromford presso Matlock, con il cotonificio di Arkwright
- Eruzione del Vesuvio (1773-1775)
- Il Vesuvio da Posillipo
- Ritratto di John Milnes, XII duca di St. Albans
- Veduta di Catania (1775-1776)
- Castel S. Angelo-Roma: la girandola
- Miss Bentley
- L'alchimista scopre il fosforo
- La tomba di Virgilio
- Romeo e Giulietta: la scena della tomba